# Radisson (Nueva York)
Radisson es un lugar designado por el censo ubicado en el condado de Onondaga en el estado estadounidense de Nueva York. En el Censo de 2020 tenía una población de 7038 habitantes y una densidad poblacional de 586,01 habitantes por km². Fue incluido como CDP en el censo de 2020.

## Geografía
Radisson se encuentra ubicado en las coordenadas 43°11′04″N 76°17′49″O / 43.18444, -76.29694. Según la Oficina del Censo de los Estados Unidos,  tiene una superficie total de 12,01 km², de la cual 11,70 km² corresponden a tierra firme y 0,01 km² a agua.